# 南投街

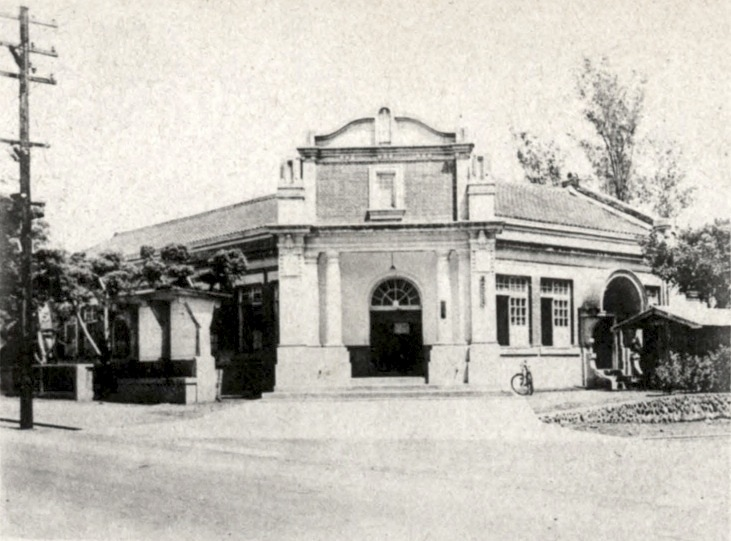
南投街役場

南投街，為1920年~1945年間存在之行政區，轄屬台中州南投郡。今南投縣南投市。街役場原址位於今中山街264號。
南投街轄域內分為14個大字，現今分作34里。

## 街原名
原屬
- 南投堡之南投街、牛運堀庄、三塊厝、茄苳脚庄、包尾庄、施厝坪庄、半山庄、林仔庄、小半山庄、草尾嶺庄、軍功藔庄、營盤口庄、內轆庄
- 武東堡之施厝坪
  - 南投堡之施厝坪改稱東施厝坪
  - 武東堡之施厝坪改稱西施厝坪[1]

## 行政區劃

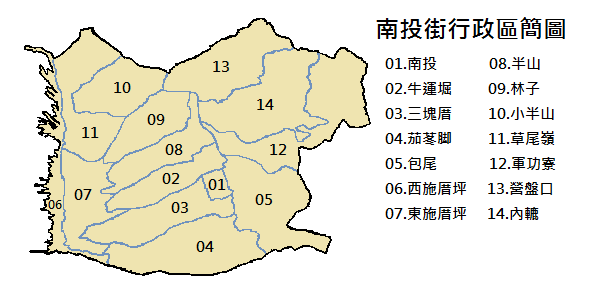
南投街行政區域地圖

南投街轄域內分為南投、牛運堀、三塊厝、茄苳脚、包尾、西施厝坪、東施厝坪、半山、林子、小半山、草尾嶺、軍功寮、營盤口、內轆十四個大字。
西施厝坪大字下又有「西施厝坪」、「樟普寮」兩小字名
各里與日治時期大字對照如下：
- 南投街大字與現今里名對照表：

| 大字名   | 現今里名                                 | 大字名   | 現今里名               |
| -------- | ---------------------------------------- | -------- | ---------------------- |
| 南投     | 仁和、南投、彰仁、崇文、龍泉、三民、康壽 | 包尾     | 平和、振興、千秋       |
| 牛運堀   | 漳和、漳興                               | 三塊厝   | 三和、三興             |
| 茄苳脚   | 嘉和、嘉興                               | 林子     | 永豐、新興             |
| 半山     | 平山                                     | 小半山   | 福興                   |
| 軍功寮   | 軍功、東山                               | 西施厝坪 | 鳳山、鳳鳴、福山、永興 |
| 東施厝坪 | 福山、永興                               | 草尾嶺   | 鳳山、鳳鳴、福興       |
| 內轆     | 內興、內新、光明                         | 營盤口   | 營南、營北、光華、光榮 |

## 市區狀況
《南投郡管內概況》記載：「南投是原南投廳所在地，戶數1920戶，有10941人，街內區劃整然，上下水道設備已完成，最近因消費市場整備及瀝青補裝道路、路燈完備，以地方都邑而著名。」

## 歷屆街長
| 任次 | 姓名      | 時間       |
| ---- | --------- | ---------- |
| 1    | 金子 恆彌 | 1920至1930 |
| 2    | 古本 實   | 1931至1935 |
| 3    | 吉滿 敬勝 | 1936至1937 |
| 4    | 星 萬壽雄 | 1938至1941 |
| 5    | 橫尾 雄一 | 1942至1943 |

## 人口
- 1920年全街共計有20657人
- 1925年全街共計有22776人
- 1930年全街共計有25828人
- 1935年全街共計有28650人
- 1940年全街共計有31687人
- 1943年全街共計有32469人。[6]

## 機關設施

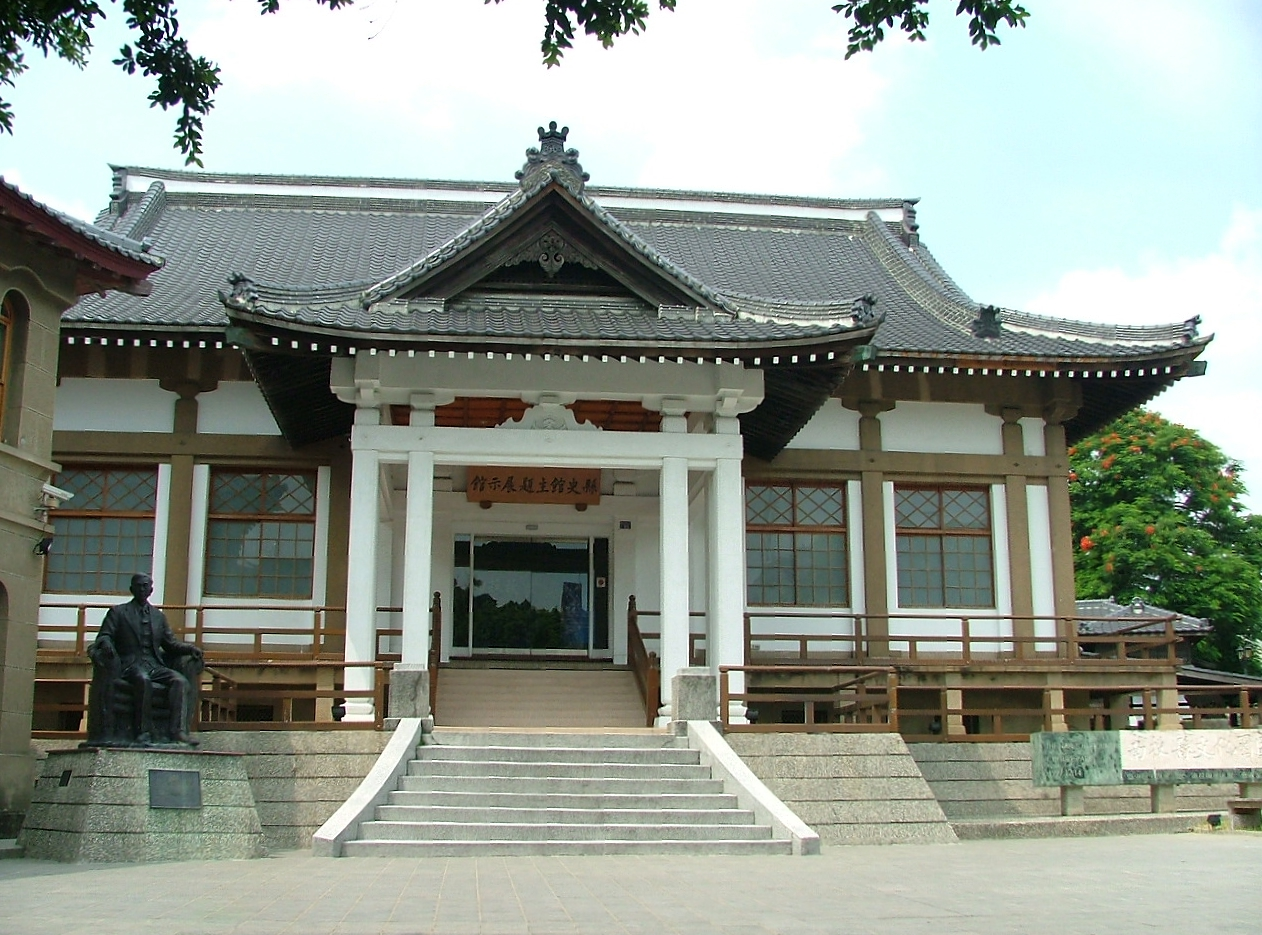
南投武德殿

- 南投郡役所
- 南投稅務出張所
- 南投街役場
- 臺中地方法院南投出張所
- 南投武德殿
- 南投神社
- 尊猷寺
- 南投郡物產陳列館
- 郵便局
- 南投水利組合
- 臺銀支店
- 彰銀支店
- 南投信用組合
- 青果同業組合檢查所
- 明治製糖南投工場
- 合同鳳梨南投工場

## 文教

### 圖書館
- 南投圖書館

### 小學校

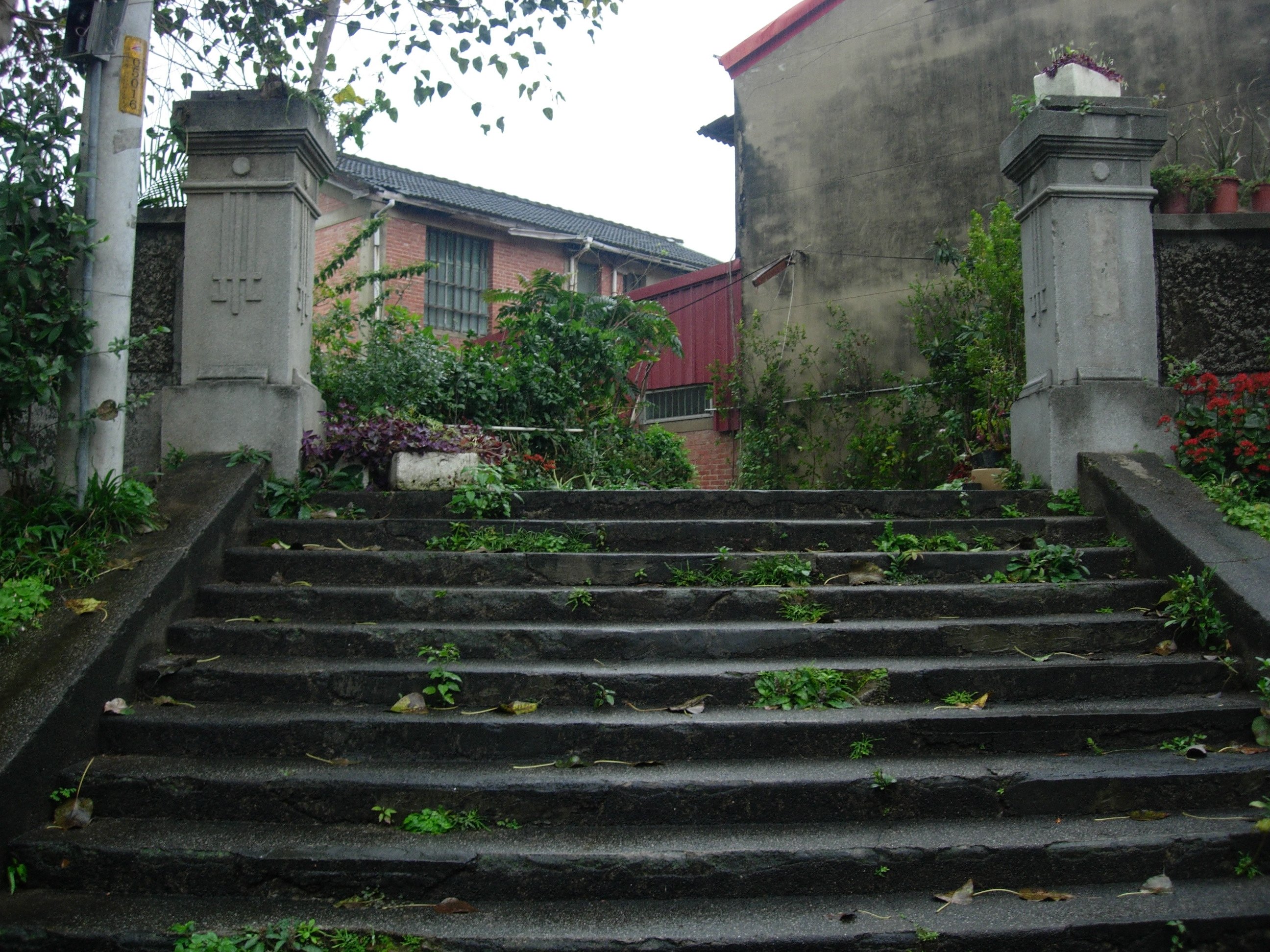
南投尋常高等小學校校門

- 南投尋常高等小學校，後改稱南投國民學校，原址現為南投高中舊教師宿舍區

### 公學校
- 南投公學校，後改為南投國民學校，今南投國小
- 南投公學校營盤分教場，後改營盤公學校、營盤國民學校，今營盤國小
- 南投公學校施厝坪分教場，後改為施厝坪公學校，施厝坪國民學校，今西嶺國小
- 南投女子公學校，後改芳美公學校、芳美國民學校，今平和國小
- 芳美公學校林子分教場，後改芳美國民學校林子分教場，南投北國民學校，今新豐國小